# Datin (divindade)
Datin era um deus-adivinho cultuado na Arábia pré-islâmica e associado, também, à justiça e ao juramento. Seu nome é bastante mencionado em inscrições daquela época.